# Naga-Hammadi-Staustufe
Die Naga-Hammadi-Staustufe ist ein Staudamm am Nil, der bereits seit den 1930er Jahren existiert. Er war zu Beginn des 21. Jahrhunderts erweitert worden und befindet sich rund 165 Kilometer nördlich von Luxor und 650 Kilometer südlich von Kairo stromabwärts von Nag Hammadi auf einer Höhe von 77 Metern über NN.

## Infrastrukturmaßnahmen
Neben den Neubau wurden zwei weitere Staustufen gebaut, welche zur Verbesserung der Wasser- und Stromversorgung Oberägyptens geplant sind. Die Dammanlage wurde nach sechsjähriger Bauzeit im Mai 2008 fertiggestellt und hat etwa 330 Millionen Euro gekostet. Der Damm ersetzt den bestehenden, rund 4 Kilometer weiter stromaufwärts liegenden Damm, der zwischen 1927 und 1930 errichtet wurde.

## Bauwerk
Das gesamte Bauwerk ist rund 330 Meter breit und besteht aus einer Wehranlage mit sieben Wehren, einem Wasserkraftwerk und zwei Schleusen. Die Hauptpfeiler der Wehranlage sind bis 138 Meter lang und 17,50 Meter breit. Zwischen diesen Pfeilern erstrecken sich zwischen vier und ein Meter starke, 17,0 Meter breite und 13,5 Meter hohe Zwischenwände. Ausgelegt ist die Anlage für einen Durchfluss von maximal 7.000 Kubikmeter in der Sekunde. Die Schleusen sind jeweils 229 Meter lang und 17 Meter breit. Sie überwinden den Höhenunterschied von 8 Meter in einer Zeit von 11 Minuten. Die Schleusenkammern sind dabei rund 170 Meter lang.

## Kraftwerk
Das Kraftwerk besitzt vier Rohrturbinen mit einer Ausbauwassermenge von 430 m³/s und einer Engpassleistung von insgesamt 64 Megawatt. Das Regelarbeitsvermögen wird voraussichtlich ausreichen um 200.000 ägyptische Haushalte mit elektrischem Strom zu versorgen.
Gebaut wurde der Damm von den Firmen Bilfinger Berger, Orascom und VINCI.